# S.F. Sorrow
Albums de The Pretty Things
Emotions
(1967) Parachute
(1970)
S.F. Sorrow est un album du groupe de rock anglais The Pretty Things, paru en 1968.
Il s'agit de l'un des premiers opéras-rock : basé sur une nouvelle écrite par le chanteur Phil May, l'album est structuré comme un cycle de chansons racontant l'histoire de la vie d'un certain Sebastian F. Sorrow qui connaît l'amour, la guerre, la folie et le désenchantement de la vieillesse.
En 1998, à l'occasion du trentième anniversaire de S.F. Sorrow, l'album est interprété dans son intégralité en live aux studios Abbey Road par les Pretty Things de l'époque, accompagnés entre autres de David Gilmour et Arthur Brown. Ce concert, retransmis en direct sur Internet, a fait l'objet de l'album Resurrection, sorti en 1999.
L'album est cité dans l'ouvrage de référence de Robert Dimery Les 1001 albums qu'il faut avoir écoutés dans sa vie et dans différentes autres listes.

## Enregistrement
S.F. Sorrow est enregistré au cours de l'année 1967 dans les fameux studios EMI (devenus plus tard « studios Abbey Road ») à Londres, tandis que dans les mêmes locaux, les Beatles et Pink Floyd enregistrent respectivement Sgt. Pepper's Lonely Hearts Club Band (studio 1) et The Piper at the Gates of Dawn (studio 3), avec un budget nettement supérieur à celui des Pretty Things, dont l'album est mis en boîte pour seulement 3 000 £. L'argent manque tellement que Phil May doit se charger lui-même de dessiner la pochette de l'album, et le guitariste Dick Taylor, de prendre les photos qui apparaissent à l'intérieur.
Les Pretty Things travaillent avec le producteur Norman Smith, qui a enregistré les premiers albums des Beatles, et l'ingénieur du son Peter Mew. Ils expérimentent les dernières innovations sonores, comme le mellotron ou les premiers générateurs de sons électroniques, utilisent souvent des techniques et des gadgets conçus sur place par les techniciens d'EMI et jouent sur les instruments des Beatles (notamment le sitar de George Harrison) lorsque ces derniers sont absents. Phil May a par la suite déclaré avec emphase que Smith était le seul à EMI qui soutenait vraiment ce projet, le qualifiant de « sixième membre du groupe », et que son expérience technique a été inestimable pour le résultat final. Cette attitude contraste nettement avec les difficultés rencontrées par Pink Floyd avec Smith à la même époque.
Le batteur Skip Alan quitte le groupe durant l'enregistrement de l'album, et les Pretty Things doivent lui trouver un remplaçant. Leur choix se porte sur Twink, dont le groupe, Tomorrow, vient de se séparer. Cependant, pour le convaincre de les rejoindre, les Pretty Things doivent lui accorder une part de leurs bénéfices en lui créditant la moitié des titres de l'album, alors que ce dernier était déjà entièrement écrit à son arrivée. Twink quittera le groupe moins d'un an plus tard pour incompatibilité d'humeur avec Wally Waller, et Alan reprendra sa place de batteur.

## Histoire
Le style de narration de S.F. Sorrow est différent de celui de la plupart des autres concept albums/opéras-rock : là où Tommy (The Who) ou The Wall (Pink Floyd) utilisent les paroles des chansons comme moyen de faire progresser le récit, l'essentiel de l'histoire de Sebastian F. Sorrow est raconté dans de petits paragraphes intercalés entre les paroles des chansons dans le livret de l'album. Lors du concert de 1998, ces passages narratifs ont été récités par Arthur Brown.
Comme The Wall et Tommy, S.F. Sorrow s'ouvre sur la naissance du personnage principal. Sebastian F. Sorrow nait au « numéro trois », dans une petite ville sans nom et de parents ordinaires (S.F. Sorrow is Born). La ville est soutenue par une usine connue sous le nom de Misery Factory, « usine à misère ». L'enfance banale du petit Sorrow, un garçon doté d'une grande imagination, s'achève brutalement lorsqu'il a besoin d'un travail. Il part travailler avec son père à la Misery Factory, où de nombreux employés viennent d'être renvoyés. Cette embauche fait de Sebastian un objet de haine, dans la mesure où il est considéré comme un briseur de grève. Cette période voit également l'éveil de sa sexualité (Bracelets of Fingers).
En allant au travail, Sebastian croise tous les matins une jolie fille à laquelle il pense constamment (She Says Good Morning). Ils tombent amoureux et sortent ensemble, mais leurs projets de mariage volent en éclats lorsque Sorrow est enrôlé dans l'armée. Il est incorporé dans une unité d'infanterie légère et part combattre, peut-être dans la Première Guerre mondiale. Il sombre dans une sorte de stupeur, sa vie est désormais rythmée par le fracas des fusils et des canons. Sorrow survit à la guerre et s'installe dans un pays nommé Amerik. Pour le rejoindre, sa fiancée emprunte un dirigeable, le « Windenberg » (Hindenburg), mais un incendie éclate à bord à l'arrivée, tuant toutes les personnes à bord (Ballon Burning). Sorrow reste seul, sa bien-aimée morte (Death).
La dépression dans laquelle s'enfonce Sorrow le conduit à un voyage épique au cœur de son subconscient. Errant dans les rues, il rencontre le mystérieux Baron Saturday, figure de la mythologie haïtienne, qui l'invite à partir en voyage et, sans attendre la réponse de Sorrow, « emprunte ses yeux » et le conduit dans un voyage à travers le Monde d'en dessous (Baron Saturday). Le tandem finit par s'envoler, et Sorrow croit se diriger vers la Lune, un astre qui l'a toujours fasciné ; mais à la place, il découvre son propre visage. Le Baron le pousse à travers la bouche de ce visage, puis dans sa gorge, où ils découvrent une série de portes. Saturday les ouvre et attire Sorrow à l'intérieur, où il découvre une salle pleine de miroirs (The Journey). Chacun d'entre eux reflète un souvenir de son enfance, et Saturday conseille à Sorrow de bien les étudier. Après la salle des miroirs vient un long escalier en colimaçon, qui le conduit à deux miroirs opaques. Ceux-ci lui montrent les atroces vérités et révélations de sa vie (I See You).
Sorrow est détruit par son voyage : il a compris qu'il ne peut plus faire confiance à personne (Trust), et que la société, impitoyable, rejette ceux qui ne peuvent plus la servir (Old Man Going). Il se retire dans un isolement mental où il souffre d'une solitude éternelle. À la fin de l'album, il se qualifie de « personne la plus seule au monde » (Loneliest Person).

## Titres

### Face 1
1. S.F. Sorrow Is Born (May, Taylor, Waller) – 3:12
2. Bracelets of Fingers (May, Taylor, Waller) – 3:41
3. She Says Good Morning (May, Taylor, Waller, Alder) – 3:23
4. Private Sorrow (May, Taylor, Waller, Povey) – 3:51
5. Balloon Burning (May, Taylor, Waller, Povey) – 3:51
6. Death (May, Taylor, Waller, Alder) – 3:05

### Face 2
1. Baron Saturday (May, Taylor, Waller) – 4:01
2. The Journey (May, Taylor, Waller, Alder) – 2:46
3. I See You (May, Taylor, Waller) – 3:56
4. Well of Destiny (Smith, May, Taylor, Waller, Povey, Alder) – 1:46
5. Trust (May, Taylor, Waller) – 2:49
6. Old Man Going (May, Taylor, Waller, Povey, Alder) – 3:09
7. Loneliest Person (May, Taylor, Waller, Alder) – 1:29

### Titres bonus
La réédition CD de 1998 chez Snapper inclut quatre titres bonus tirés de singles sortis par les Pretty Things peu avant l'album : Defecting Grey / Mr. Evasion (novembre 1967), « une petite maquette de S.F. Sorrow » selon Phil May, et Talkin' About the Good Times / Walking Through My Dreams (février 1968).
1. Defecting Grey (May, Taylor, Waller) – 4:30
2. Mr. Evasion (May, Taylor, Waller) – 3:31
3. Talkin' About the Good Times (May, Taylor, Waller) – 3:45
4. Walking Through My Dreams (May, Taylor, Waller) – 3:46

La réédition CD de 2002 chez Repertoire ajoute trois bonus supplémentaires : les versions de Private Sorrow et Balloon Burning parues respectivement en face A et B d'un single en novembre 1968, et une version alternative de Defecting Grey.
1. Private Sorrow (version single) (May, Taylor, Waller, Povey) – 3:53
2. Balloon Burning (version single)  (May, Taylor, Waller, Povey) – 3:48
3. Defecting Grey (acétate) (May, Taylor, Waller) – 5:10

## Musiciens
- Phil May : chant, récit, pochette
- Dick Taylor : guitare, chant, photographies
- John Povey : orgue, sitar, percussions, chant
- Wally « Waller » Allen : basse, guitare, chant, instruments à vent, piano
- Skip Alan : batterie
- Twink : batterie